# 宮崎県中学校の廃校一覧
宮崎県中学校の廃校一覧（みやざきけんちゅうがっこうのはいこういちらん）は、宮崎県の廃校となった中学校の一種。対象となるのは学制改革（1947年）以降に廃校となった中学校と分校である。名称は廃校当時のもの。廃校時に属していた自治体が合併により消滅している場合は現行の自治体に含める。また現在休校中の学校は公式には存続していることとなっているが、便宜上本項に記載する。

## 公立中学校

### 宮崎市
- 宮崎市立瓜生野中学校（1952年宮崎市立宮崎北中学校へ統合）[1]
- 宮崎市立倉岡中学校（同上）[1]
- 宮崎市立内海中学校（1966年宮崎市立青島中学校へ統合）[2]
- 宮崎市立赤江中学校整肢学園分校（1972年）[3]
- 宮崎市立赤江中学校赤江療養所分校（1976年）[3]
- 宮崎市立赤江中学校ひまわり学園分校（1978年）[3]
- 宮崎市立鏡洲中学校（1955年宮崎市立木花中学校鏡洲分校が独立、1991年木花中へ統合）[4]
- 佐土原町立佐土原中学校〈旧〉（1959年10月1日那珂中と統合し宮崎市立佐土原中学校〈当時：佐土原町立〉へ）[5][注釈 1]
- 佐土原町立那珂中学校（1959年10月1日佐土原中〈旧〉と統合し佐土原中〈新〉へ）[5]
- 高岡町立高岡中学校〈旧〉（1974年統合により宮崎市立高岡中学校〈当時：高岡町立〉へ）[6]
- 高岡町立穆佐中学校（同上）[6]
- 高岡町立西高岡中学校（同上）[6]

### 都城市
- 都城市立明道中学校（1949年南中と統合し姫城中へ）[7]
- 都城市立南中学校（同上）[7]
- 都城市立四家中学校（2009年）[7][8]
- 高崎町立江平中学校（1949年都城市立高崎中学校〈当時：高崎町立〉へ統合）[7]
- 高城町立石山中学校（1949年都城市立高城中学校および都城市立有水中学校〈いずれも当時：高城町立〉へ分割統合）[7]
- 中郷村立二俣中学校（1957年中郷村立中郷中学校二俣分校より独立するも、中郷村が都城市へ編入された1967年3月3日付で廃校）[7]
- 山之口町立山之口中学校天神分校[7]/青井岳分校[9][10][11]（1973年山之口中本校へ統合）

### 延岡市
- 延岡市立浦城中学校（1967年熊野江中浦城分校から独立、2014年熊野江中と統合し南浦中へ）[12]
- 延岡市立黒岩中学校〈旧〉（2014年延岡市立黒岩小学校〈旧〉と統合し延岡市立黒岩小中学校へ）[13]
- 延岡市立北方中学校〈2代目〉（2014年延岡市立城小学校・延岡市立三椪小学校・延岡市立美々地小学校・延岡市立北方小学校〈旧〉と統合し延岡市立北方学園へ）[14]
- 延岡市立熊野江中学校（2014年浦城中と統合し延岡市立南浦中学校へ）[12]
- 延岡市立南方中学校〈旧〉（2015年延岡市立上南方小学校〈旧〉と統合し延岡市立上南方小中学校〈中学校名は南方中学校を継続〉へ）[15]
- 延岡市立島野浦中学校（2022年延岡市立島野浦小学校と統合し延岡市立島野浦学園へ）[16]
- 北川町立瀬口中学校（1956年延岡市立北川中学校〈当時：北川村立〉から独立するも、2003年再統合）[17]
- 北川町立下赤中学校（同上）[17]
- 北川町立松葉中学校（1967年北川中から独立するも、2003年再統合）[17]
- 北川町立祝子川中学校（同上）[17]
- 北方町立美々地中学校鹿川分校（1949年6月）
- 北方町立北方中学校〈初代〉（1972年統合により北方中〈2代目〉へ）[14]
- 北方町立城中学校（同上）[14]
- 北方町立三椪中学校（同上）[14]
- 北方町立美々地中学校（同上）[14]

### 日南市
- 日南市立大窪中学校（榎原村立榎原中学校大窪分校として発足し、1956年[注釈 2]榎原村の分割、南郷町および日南市への編入[注釈 3]に伴い日南市立大窪中学校として独立[18]、1982年日南市立細田中学校へ統合）[注釈 4]
- 日南市立酒谷中学校（2016年日南市立飫肥中学校へ統合）[19]
- 北郷町立北郷中学校板谷分校（1960年）[20]
- 北郷町立北郷中学校黒荷田分校（1965年）[20]

### 小林市
- 小林市立内山中学校（2010年休校し小林市立野尻中学校へ統合[21]、2013年廃校[22]）
- 須木村立須木中学校綾北分校（1966年）[23]
- 須木村立須木中学校堂屋敷分校（1966年）[23]
- 須木村立須木中学校綾南分校（1966年）[23]

### 日向市
- 日向市立岩脇中学校（2006年日向市立平岩小学校と統合し日向市立平岩小中学校へ）[24]
- 日向市立東郷中学校（2011年坪谷中・日向市立東郷小学校・日向市立福瀬小学校と統合し日向市立東郷学園へ）[25]
- 日向市立坪谷中学校（2011年東郷中・東郷小・福瀬小と統合し東郷学園へ）[25]
- 富島町立富島東中学校（1947年富島西中と統合し日向市立富島中学校〈当時：富島町立〉へ）[26]
- 富島町立富島西中学校（1947年富島東中と統合し富島中へ）[26]

### 串間市
- 串間市立福島中学校（2017年統合により串間市立串間中学校へ）[27]
- 串間市立北方中学校（同上）[27]
- 串間市立大束中学校（同上）[27]
- 串間市立本城中学校（同上）[27]
- 串間市立市木中学校（同上）[27]
- 串間市立都井中学校（同上）[27]

### 西都市
- 西都市立銀鏡中学校中尾分校（1967年東陵中へ統合）[28]
- 西都市立寒川小中学校（1978年）[29]
- 西都市立尾八重小中学校（1982年[29]）
- 西都市立東陵中学校（1987年穂北中へ統合）[30]
- 西都市立銀鏡中学校（2012年西都市立銀上小学校と統合の上、小中一貫校の西都市立銀上小・銀鏡中学校となる）[31]

### えびの市
- 飯野町立飯野中学校鉄山分校（1964年）[32]
- 飯野町立飯野中学校大平分校（1965年）[32]
- えびの町立大河平中学校（1969年えびの市立飯野中学校〈当時：えびの町立〉へ統合）[32]
- えびの町立飯野中学校高野分校（1969年11月30日）[32]

### 北諸県郡
- 三股町立三股東中学校（1972年三股町立三股中学校へ統合）[33]

### 児湯郡
- 西米良村立西米良中学校上米良分校（1962年）[34]
- 西米良村立西米良中学校越野尾分校（1965年）[34]
- 西米良村立西米良中学校板谷分校（1965年）[34]
- 西米良村立尾股中学校（1978年西米良村立西米良中学校へ統合）[34]
- 西米良村立小川中学校（1989年西米良中へ統合）[34]
- 木城町立木城中学校（2023年木城町立木城小学校と統合し木城町立みどりの杜木城学園へ）[35]
- 新富町立富田中学校ルピナス学園分校（1973年宮崎県立児湯養護学校〈現：宮崎県立児湯るぴなす支援学校〉開校に伴い閉校）[36]

### 東臼杵郡
- 門川町立西門川中学校（2020年門川町立門川中学校へ統合）[37]
- 椎葉村立松尾中学校（2013年椎葉村立椎葉中学校へ統合）[38]
- 南郷村立渡川中学校（1954年南郷中から独立するも、2005年再統合）[39]
- 美郷町立北郷中学校（2021年美郷町立北郷小学校と統合し美郷町立美郷北義務教育学校へ）[40]
- 美郷町立西郷中学校（2021年美郷町立田代小学校と統合し美郷町立西郷義務教育学校へ）[40]
- 西郷村立西郷西中学校山瀨分校（1949年閉校）
- 西郷村立西郷東中学校（1971年西郷西中と統合し西郷中へ）[41]
- 西郷村立西郷西中学校（1971年西郷東中と統合し西郷中へ）[41]

### 西臼杵郡
- 高千穂町立押方中学校（1948年11月10日高千穂中押方分校となり、1972年廃校）[42]
- 高千穂町立田原中学校五ヶ所分校（1966年）[43]
- 高千穂町立向山中学校（2008年高千穂町立高千穂中学校へ統合）[42]
- 高千穂町立岩戸中学校（2015年高千穂中へ統合）[42]
- 高千穂町立田原中学校（2021年高千穂中へ統合）[44]
- 高千穂町立上野中学校（2025年高千穂中へ統合）
- 岩戸村立岩戸中学校山裏分校（1948年11月20日）[45]
- 日之影町立仲組中学校（1972年日之影町立日之影中学校へ統合）[46]
- 日之影町立見立中学校（1991年日之影中へ統合）[46][47]
- 日之影町立高松中学校（2005年日之影中へ統合）[48]
- 日之影町立鹿川中学校（2006年日之影中へ統合）[48]
- 日之影町立八戸中学校（2007年日之影中へ統合）[48]
- 岩井川村七折組合立日之影中学校大菅分校（1948年10月31日）[48]
- 岩井川村七折組合立日之影中学校宮水教場（1948年10月31日）[48]
- 五ヶ瀬町立三ヶ所中学校（2016年鞍岡中と統合し五ヶ瀬町立五ヶ瀬中学校へ）[49]
- 五ヶ瀬町立鞍岡中学校（2016年三ヶ所中と統合し五ヶ瀬中へ）[49]

## 私立中学校

### 宮崎市
- 宮崎女子中学校（1967年）[注釈 5]